# 九龍灣站
九龍灣站（英語：Kowloon Bay Station）位於香港九龍觀塘區九龍灣與牛頭角交界，是港鐵觀塘綫的鐵路車站，於1979年10月1日啟用，另外港鐵九龍灣車廠以及港鐵總部大樓則設於車站西側。
- 車站外觀（2024年7月）

## 車站設計
九龍灣站是架空車站，並共分為三層，當中地面層為不對外開放的機房層，而機房層之上的U1層為大堂及出入口，至於車站月台則位於頂層的U2層。

### 樓層
| U2                | 月台     | \| \| \| 觀塘綫往調景嶺（牛頭角） \| 1 \| \| \| 島式 · 開右邊车门 \| \| \| \| \| \| \| 2 \| 觀塘綫往黃埔（彩虹） \| \| \| |   |  |
| U2                | 德福廣場 | C出口 |   |  |
| U1                | 大堂     | A、B出口、客務中心、商店、自助服務                                                                                        |   |  |
| G                 | 地面     | 員工設施及機房 |   |  |
|                   |          | 觀塘綫往調景嶺（牛頭角）                                                                                                  | 1 |  |
| 島式 · 開右邊车门 |          | |   |  |
|                   | 2        | 觀塘綫往黃埔（彩虹） |   |  |

### 大堂
九龍灣站大堂位於車站U1層，而大堂內亦設有商店、自助服務設施、港鐵「數碼服務站」香港郵政郵箱以及「iCentre」免費上網服務設施等。
- 大堂（2023年6月）
- 大堂近B出口的商店（2024年7月）
- 大堂，近C出口（2023年7月）
- 大堂付費區內設有「iCentre」免費上網服務設施（2023年7月）

### 月台
九龍灣站月台位於大堂之上的U2層，並採用一座島式月台排列，而兩個月台均已裝設月台閘門。
- 1、2號月台（2024年9月）

### 出入口
九龍灣站共設有三個出入口，當中A、B出口皆連接站外行人天橋通往淘大花園、佐敦谷及平山一帶，另外所有出入口皆能通往德福廣場。
|                                                                      |                | |      |
| 編號                                                                 | 指示           | 建議前往的目的地 | 圖片 |
| 出口 · A · 盲道标志 · 无障碍通道标志 · 轮椅升降台标志 · 扶手电梯标志 | 港鐵總部大樓   | 港鐵總部大樓、樂緻幼兒園、億京中心、香港中旅社證件服務中心、富臨中心、明愛牛頭角社區中心、新明大廈、樂緻幼兒園暨幼稚園、其士商業中心、振華苑、企業廣場、國際交易中心、高銀環球廣場、綠在觀塘、恒生中心、啓匯、製衣業訓練局、香港建造學院九龍灣院校、香港兒童醫院、香港道教聯合會雲泉學校、工業家酒店、佐敦谷遊樂場、佐敦谷游泳池、樂華北邨、樂雅苑、牛頭角下邨、閩僑小學、Manhattan Place、MCL德福戲院、One Kowloon、MegaBox、牛頭角政府合署、牛頭角市政大廈、牛頭角公園、牛頭角警署、安基苑、太平洋貿易中心、公共運輸交匯處、德福花園（A–E、O–P座）、淘大花園（I–S座）／商場、牛頭角上邨、職訓局中心、建造業零碳天地、建造業資訊中心、德福大廈                                                               |      |
| [ 註 1 ]                                                             | 淘大花園／商場 | 得寶花園／商場、淘大花園（A–H座）／商場、天主教柏德學校、佛教慈敬學校、中國建設銀行中心、彩頤居、彩盈邨、彩德邨、彩霞邨、彩禧路公園、彩福邨、彩榮路公園、彩榮路體育館、浸信宣道會呂明才小學、大昌行集團大廈、東九文化中心、城市大學德福分部、麗晶花園、機電工程署總部大樓、香港布廠商會朱石麟中學、香港大學專業進修學院、香港輔警總部、香港四面佛、嘉和園、佐敦谷聖若瑟天主教小學、啟業邨、啟泰苑、金利豐國際中心、九龍灣公園、九龍灣遊樂場、九龍灣運動場、九龍灣體育館、九龍灣聖若翰天主教小學、觀塘道、瑪利諾中學、美羅中心、牛頭角浸信會、信和工商中心、聖公會九龍灣基樂小學、中國建設銀行中心、臨興街、宏天廣場、德福花園（I–N、S–U座）、德福幼稚園暨幼兒園、香港伍倫貢學院、宏光樓、仁濟醫院羅陳楚思中學 |      |
| 出口 · C · 盲道标志 · 升降机标志 · 扶手电梯标志                      | 德福廣場       | 德福花園（F–H、Q–R座）、王仁曼芭蕾舞學校、德福廣場、德藝會 |      |
| 註： 設有 \| 設有 \| 設有 \| 設有輪椅升降台 \| 設有扶手電梯          |                | |      |

## 接駁交通
車站鄰近的德福花園設有公共運輸交匯處，有不少往返九龍灣工貿區穿梭巴士、巴士及小巴路線以此為終點站。另外位於車站東面的觀塘道亦設有多個巴士站。

## 歷史
九龍灣站的承建商為公和建築，車站於1976年2月動工，並於1979年7月9日移交予前地下鐵路公司。而為了能讓市民熟習使用地鐵的車票系統，因此前地下鐵路公司於1979年8月12日起一連兩週在九龍灣站舉行通車前開放日，車站則於同年10月1日隨修正早期系統（石硤尾至觀塘段）通車而啟用。

### 增建C出口及大堂空間調動
九龍灣站通車初期只有A、B出口，而非付費區通道是設於大堂外近觀塘道的走廊。後來當德福廣場於1997年翻新及擴建時，為疏導人流及興建升降機連接商場與大堂，便於大堂中央位置增建C出口，並於大堂內增設連接所有出入口的非付費區通道。而位於近A、B出口位置的售票機原本是設於出入閘機附近，後來為了騰出空間增設商店，售票機重置於A、B出口連接德福廣場的扶手電梯對出空間。

### 月台閘門
現時九龍灣站所有月台已完成裝設月台閘門，並已投入運作。該月台閘門約高1.5米。此站與牛頭角站及荃灣綫葵芳站、葵興站屬於第二期月台閘門加裝工程，並於2011年8月完工。

### 車站改善工程
港鐵為配合現代化設計，於2012年6月起將車站舊有的灰黑色紙皮石的牆身及柱身改為白色及紅色的人造纖維板；而在2016年5月，港鐵在近C出口的大堂位置亦進行改建工程，將原有的客務中心及閘機的位置改動。而往返大堂及月台升降機以及往返大堂及德福廣場升降機亦一度暫停使用，以更換為較新型號，直至2016年12月末才重投服務。

### 環保連接系統（已取消）
政府曾建議在此站附近興建連接啟德發展區的環保連接系統的車站與此站接駁，但隨著政府在《2020年施政報告》中決定改以「多元組合」模式連接啟德發展區後，故相關計劃已經取消。

### 事件

#### 列車出軌事故
1994年1月28日晚上，一列觀塘綫列車在駛進2號月台時其中兩節車廂出軌，服務嚴重受阻，為前地鐵系統營運以來首宗列車出軌事故。

#### 反修例期間事件
- 2019年8月24日上午約10點30分，港鐵宣佈因應當日觀塘區遊行，由當日中午12時起，九龍灣站連同牛頭角站、觀塘站及藍田站關閉。觀塘綫黃埔站至彩虹站之間，維持正常列車服務；而彩虹站至調景嶺站之間列車服務暫停[30]。隨後在當日下午約5時45分，港鐵指由於有多名反修例人士破壞九龍灣站出入口的鐵閘，並進入站內不肯離開，因此職員報警安排列車接載警員前往九龍灣站[31]。其後有反修例人士在站外塗鴉及懸掛宣傳品[32]。而列車服務於約晚上11時45分回復正常[33]。
- 2019年8月31日港島及九龍區多處示威，港鐵指九龍灣站、太子站及旺角站內大量設施被多名反修例人士破壞，需時清理及修復，港鐵於9月1日清晨宣佈車站封閉[34]，直至同日下午4時10分才重開[35]。
- 2019年10月1日，九龍灣站再遭到破壞，車站曾一度關閉[36]。

- 2019年8月24日，多名反修例人士在車站聚集
- 九龍灣站有婦女與職員理論
- 九龍灣站遭到破壞的閘機與玻璃欄杆
- 九龍灣站遭到破壞的售票機與增值機

## 外部連結
- 港鐵公司－九龍灣站街道圖 （页面存档备份，存于）
- 港鐵公司－九龍灣站位置圖 （页面存档备份，存于）
- 港鐵公司－九龍灣站列車服務時間（页面存档备份，存于）